# Ahmad ibn Hanbal
Aḥmad ibn Ḥanbal (in arabo أبو عبد الله أحمد بن محمد بن حنبل الشيباني الذهلي‎?; Baghdad, 780 – Baghdad, giugno 855) è stato un teologo e giureconsulto arabo, musulmano tradizionalista.
Fondatore di una delle quattro grandi scuole giuridiche sunnite, l'hanbalismo contribuì a fissare il canone del sunnismo e divenne in epoca moderna l'ispiratore del wahhabismo, grazie all'opera di Ibn Taymiyya, e in parte del riformismo conservatore della Salafiyya.

## Biografia

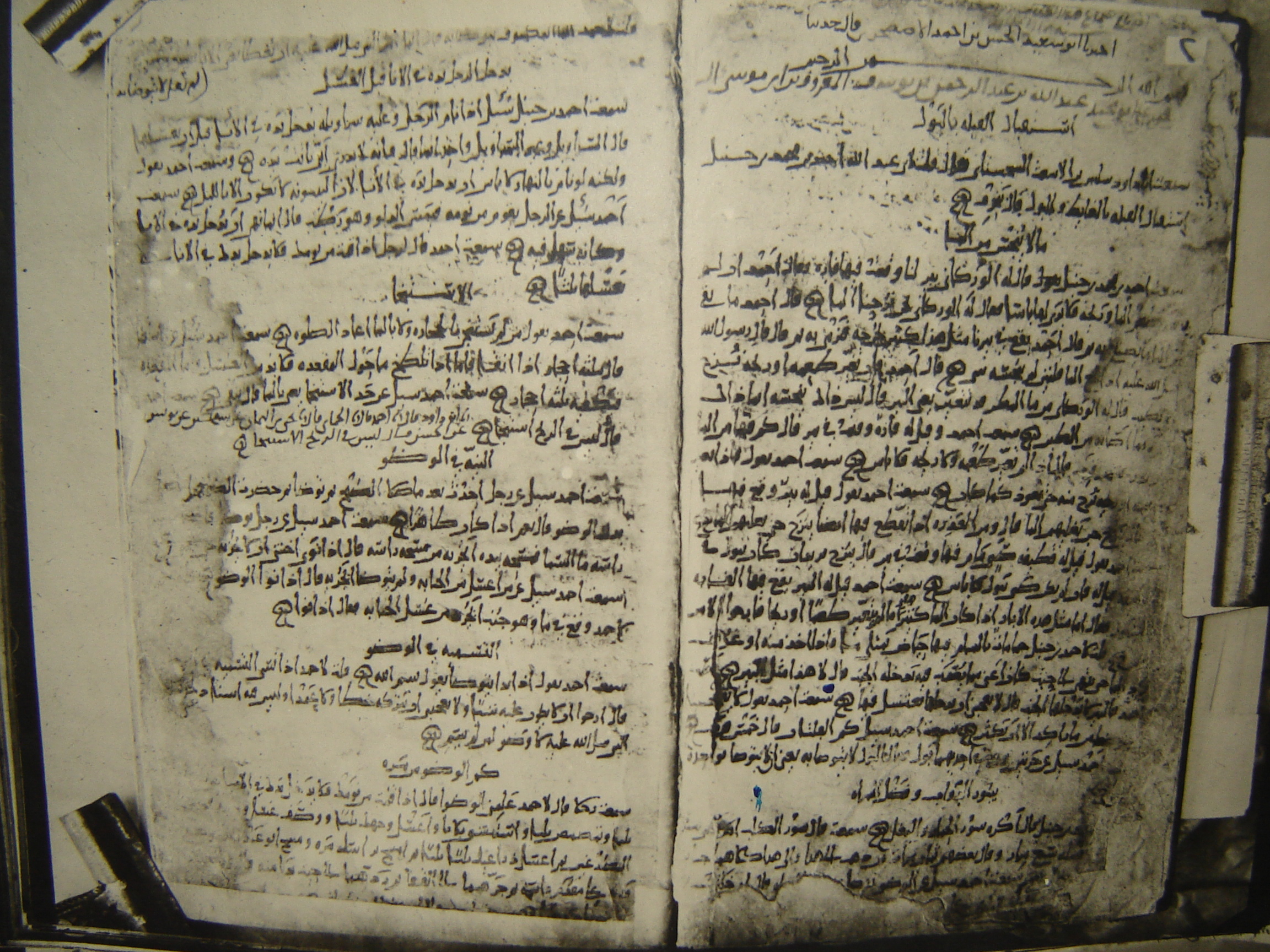
Copia di un libro contenente tutti gli scritti di Hanbal

Ahmad b. Hanbal era un arabo appartenente alla tribù dei Banū Shaybān che avevano svolto un ruolo attivo nella conquista dell'Iraq e del Khorasan. Suo nonno era originario del Najd.
Dapprima Ibn Hanbal visse a Baṣra, poi si trasferì con la famiglia a Marw, guidata dal nonno Ḥanbal b. Hilāl, governatore di Sarakhs sotto gli Omayyadi.
Nacque poco dopo che il padre Muḥammad b. Ḥanbal – che faceva parte dell'armata del Khorasan – si era stabilito a Baghdad dove morirà tre anni più tardi. Una piccola eredità familiare permise ad Aḥmad di condurre un'esistenza modesta ma indipendente. Dopo essersi dedicato alla lessicografia e alla giurisprudenza, dal 795 si concentrerà unicamente sulla tradizione, il cui studio lo porterà a viaggiare in Persia, Yemen e Siria. I suoi studi di fiqh e di ʾaḥādīth furono guidati da un gran numero di maestri, da Abu Yusuf nella città di Baghdad, a Sufyān b. ‘Uyayna, sua fondamentale guida e autorità principale della scuola del Hijaz.

Ibn Ḥanbal rifiuterà d'accettare la tesi mutazilita del Corano creato, andando così contro l'ideologia a quel tempo predominante. al-Ma’mūn, di orientamento mutazilita, ordinò che Ibn Ḥanbal e un altro studioso ostile al principio della createzza del testo sacro islamico si presentassero davanti a lui. Così una volta giunto a Baghdad, Aḥmad b. Ḥanbal fu imprigionato, prima a Yasīriyya e infine a Darb al-Mawṣil.

Il nuovo califfo al-Mu'tasim, incline ad abbandonare la miḥna (che accertava l'orientamento mutazilita dei funzionari più importanti del califfato), lo convocò nonostante i mutaziliti continuassero a ritenere pericoloso per l'autorità dello stato abbandonare una posizione ufficialmente affermata. Davanti al califfo continuò a rifiutare il riconoscimento della creazione del Corano, e per tal motivo sarebbe stato frustato, ma ebbe la possibilità comunque di riottenere la sua libertà, dopo due anni di prigionia, ritirandosi a vita privata.

Nonostante l'avvento di al-Wathiq, Ibn Hanbal decise di non riprendere i suoi corsi d'insegnamento a Baghdad sulle tradizioni islamiche, non perché qualche interdizione ufficiale glielo impedisse, ma perché gli sembrò convenevole evitare di suscitare contrasti con gli esponenti più oltranzisti del mutazilismo.
Sarà la restaurazione del Sunnismo da parte di al-Mutawakkil (847) a permettergli di riprendere la sua attività di docente, ma non sarà inserito dal califfo tra i tradizionalisti ai quali egli affidò l'incarico di combattere la Jahmiyya e la Mutazila.
Il califfo gli conferì tuttavia il compito di istruire sui ʾaḥādīth il giovane principe al-Mu'tazz, che si servì dell'illustre teologo per la sua politica di restaurazione sunnita. Giunto a Samarra su invito di al-Mutawakkil, poté venire a contatto con il mondo della corte abbaside. Ritornò a Baghdad poco dopo, senza aver incontrato il califfo.
Morì a Baghdad nel giugno 855 dopo una breve malattia. Fu seppellito nel Cimitero dei Martiri (Maqābir al-Shuhadā’ ). La sua tomba diventerà una delle più frequentate mete di pellegrinaggio di Baghdad, ricordato e onorato dal califfo con un'iscrizione per ricordare il più illustre difensore della Sunna.

## Opere
L'opera più importante di Ibn Hanbal è la sua raccolta di tradizioni, il Musnad. Sarà il figlio ‘Abd Allāh a raccogliere l'enorme quantità di materiale accumulato, apportandovi delle aggiunte. La raccolta non divide le tradizioni per materie, come fanno i Ṣaḥīḥ di Bukhari e Muslim, ma le classifica sotto il nome del garante che per primo le ha riportate. L'attitudine intellettuale di Ibn Hanbal è qualificata come quella di un "mujtahid indipendente". Altri due piccoli trattati sono fondamentali per lo studio della sua posizione dogmatica: il Radd ‘alā l-jahmiyya wa l-zanādika, in cui espone e rifiuta le dottrine di Jahm b. Safwān, e il Kitāb al-Sunna.
Nell'opera del Kitāb al-Ṣalāt si concentrerà sull'importanza della preghiera in comune e su tutte le regole che l'imam e i fedeli devono seguire. Altri due manoscritti meritano di essere segnalati: il Musnad min masāʾil e il Kitāb al-amr trasmesso da Ghulām al-Khallāl. Nella prima Ibn Ḥanbal dibatte sulle questioni (masāʾil) più diverse, dal dogmatismo alla morale e al diritto. Quest'opera sembra realizzare l'intenzione profonda del suo insegnamento, e cioè una reazione contro la codificazione del fiqh, in quanto il diritto musulmano primitivo era una dottrina a trasmissione essenzialmente orale e lasciava a livello strutturale un grande margine di variazioni individuali. Codificare per iscritto e sistematicamente il fiqh significava cambiarne e corromperne la natura.

## Dottrina

### Gli attributi divini
Il dio di Ibn Ḥanbal è il Dio del Corano. Credere in Dio significa credere alla descrizione che Dio ha fatto di Sé stesso nel Suo libro. Quindi si dovranno considerare come realtà non solo gli attributi di Dio come la saggezza, la potenza etc., ma anche quelle espressioni che invocano la mano di Dio, il Suo Trono ecc. Rifiuta quindi anche la teologia negativa (taʾtīl) dei Jahmiyya e le loro esegesi allegoriche (ta'wīl) del Corano e delle tradizioni, e l'antropomorfismo (tashbih) dei Mushabbiha. Secondo il fideismo di Ibn Ḥanbal, si deve credere in Dio senza domandarsi il "come" (bi-lā kayf) delle cose divine e lasciare a Dio l'intelligenza del Suo mistero, rinunciando alle derive della teologia dogmatica (kalām).

### Corano e Sunna
Il Corano è la parola di Dio non creata (kalām Allāh ghayr makhlūq), intendendo con Corano le sue lettere, le sue espressioni e le sue idee.
Per quanto riguarda la Sunna, e cioè l'insieme delle tradizioni che si possono considerare come riguardanti il Profeta, egli distingue tra ḥadīth perfettamente autentici e sani - saḥīḥ e ḥadīth che beneficiano solamente della presunzione d'autenticità senza che alcuna ragione positiva le rigetti. Il Corano e la Sunna trovano un loro prolungamento in una terza fonte, derivata e complementare: le consultazioni dei Compagni (Ṣaḥāba). 
I Compagni hanno conosciuto e messo in pratica il Corano e compreso meglio delle generazioni posteriori le parole di Dio. E nel caso ci fossero divergenze tra i Compagni, Ibn Ḥanbal ammette la possibilità di distaccarsene, però facendo sempre riferimento al Corano e alla Sunna e tenendo conto del loro ordine di priorità, perché il consenso della comunità (ijmā‘) non è di per sé una fonte di diritto, in quanto una comunità può essere completamente d'accordo su un errore (al contrario di quanto afferma una tradizione attribuita al Profeta), senza prendere in considerazione la rivelazione che la tradizione trasmette. Ibn Ḥanbal condanna fortemente il raʾy, l'opinione personale, senza però considerare un'assoluta passività di fronte al testo una regola generale. Infatti non rifiuterà mai il ragionamento analogico. Dunque il compito del muftī (giureconsulto) è quello di fare un costante sforzo personale (ijtihād) per ricavare dalle fonti di diritto le prescrizioni morali che si devono applicare ai singoli casi che si presentano.
La politica di Ibn Ḥanbal è una politica di solidarietà confessionale: alla fitna (disgregazione della comunità) egli oppone la nozione di jamāʿa, unione e coesione del gruppo. Legittima la scomunica (takfir) solo in tre casi: l'abbandono volontario della preghiera, il consumo di alcolici e la diffusione di eresie contrarie ai dogmi dell'Islam. Il fine dell'azione di ogni uomo è quello di servire Dio e la fede deve comprendere le parole, gli atti, l'intenzione e l'attaccamento alla Sunna.